# 八尾市立龍華中学校
八尾市立龍華中学校（やおしりけつ りゅうげちゅうがっこう）は、大阪府八尾市南太子堂三丁目にある公立中学校。
龍華は「竜華」とも書かれる。通称『龍中（りゅうちゅう）』。

## 沿革
1947年の学制改革の際、当時の中河内郡龍華町の中学校・龍華町立中学校として現在地に創立した。学校敷地はもともと龍華町立小学校（現在の八尾市立龍華小学校）の敷地だった。中学校は龍華小学校の一角を使用して開校し、学校発足当初は小中学校で敷地を共用していた。
小学校は1955年に別の場所に新校舎を建てて移転した。これに伴い、敷地は中学校の独立校舎となっている。
当校から八尾市立成法中学校・八尾市立亀井中学校の2校が分離している。
- 1947年4月22日 - 龍華町立中学校として創立。龍華町立小学校内に校舎を置く（現在地）。
- 1948年4月1日 - 龍華町などの合併で八尾市が発足したことに伴い、八尾市立龍華中学校に改称。
- 1953年5月1日 - 従来の校区の一部を、新設の八尾市立成法中学校の校区へ分離。
- 1955年6月20日 - 同居していた龍華小学校が移転。
- 1981年4月1日 - 八尾市立亀井中学校を分離。

## 通学区域
- 八尾市立龍華小学校と八尾市立永畑小学校の通学区域。

## 著名な出身者
- 天童よしみ - 歌手
- 上重聡 - 日本テレビアナウンサー
- 清水翔太 - 歌手
- 中田亮二 - 野球選手（中日ドラゴンズ→JR東海硬式野球部）

## 交通
- 関西本線（大和路線）八尾駅 南西へ約1.3km。
- 近鉄八尾駅または藤井寺駅、地下鉄八尾南駅から、近鉄バス（70番）で、南太子堂 バス停下車、西へ約250m。
- JR久宝寺駅または地下鉄八尾南駅から、近鉄バス（08番）で、南太子堂五丁目 バス停下車、東へ約300m。